# Station Moskva Kazanskaja

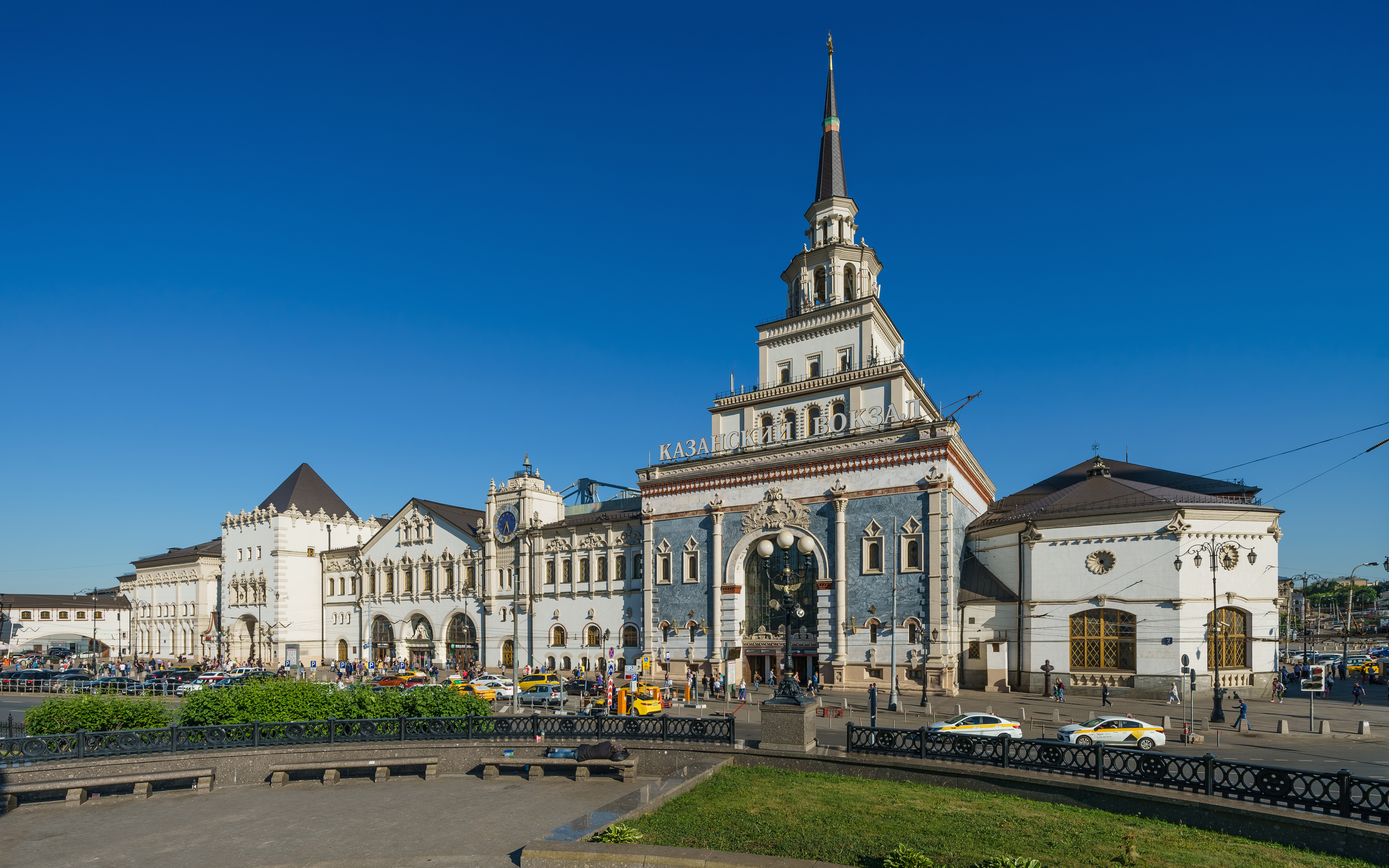
Station Moskva Kazanskaja

Station Moskva Kazanskaja (Russisch: Москва Казанская), meestal kortweg Kazanski vokzal (Казанский вокзал) ofwel Kazanstation genoemd, is een van de negen kopstations van Moskou. Het station bevindt zich, net als het Jaroslavski en het Leningradski vokzal, aan het Komsomolskajaplein (Plein van de drie stations), ten noordoosten van het stadscentrum.

## Geschiedenis
In 1862 opende tussen de Russische hoofdstad en Kolomna het eerste deel van de Moskou-Rjazan-spoorweg. Volwaardige stations kende de lijn bij ingebruikname echter nog niet, ook niet aan het Moskouse eindpunt. Tot 1864 stond er op de plek van het huidige Kazanski vokzal slechts een provisorisch houten stationsgebouwtje. In dat jaar verrees naar een ontwerp van de architect Matvej Levestam het stenen Rjazanski vokzal, het derde spoorwegstation op het Kalantsjevskoje-veld, het huidige Plein van de drie stations. Het was een laag gebouw met een klokkentoren in het midden en een gedeeltelijke perronoverkapping. Een locomotievendepot in Italiaanse stijl is het enige wat van dit oorspronkelijke complex bewaard gebleven is.
Toen de spoorlijn in 1893 verlengd werd naar Kazan nam het aantal passagiers fors toe. De bouw van een nieuw station bleek onvermijdelijk, maar toestemming van de regering bleef uit. In 1907 werd een tweede poging ondernomen, die wederom strandde; het station barstte ondertussen bijna uit zijn voegen. In 1910 werd het oude gebouw in allerijl uitgebreid met extra wachtruimten voor de 1e en 2e klasse. Deze noodoplossing loste de capaciteitsproblemen echter niet volledig op en al snel werd er een prijsvraag voor een nieuw stationsgebouw uitgeschreven.
De inzendingen van Fjodor Schechtel en Aleksej Sjtsjoesev trokken de meeste aandacht. Het laatstgenoemde ontwerp vond men architectonisch het best in de omgeving passen en op 29 oktober 1911 werd Sjtsjoesev de opdracht gegund; toestemming van het Ministerie van Transport volgde op 12 november 1913. De spoorwegmaatschappij had het ministriële fiat echter niet afgewacht en was in juli 1912 al begonnen met de bouw van een tijdelijk twee verdiepingen tellend station. In februari 1913 werden de stationsdiensten naar het tijdelijke gebouw verhuisd, waarna het oude station gesloopt werd. De opening van het nieuwe station van Sjtsjoesev voorzag men voor november 1916.
Het ontwerp was uitgesproken en ambitieus en de architect nam zelf de leiding over de bouw. Boven de hoofdingang verrees een toren naar het model van de Söyembikä-toren in Kazan, versierd met een enorme klok en het wapen van de Tataarse hoofdstad. Voor de inrichting van de centrale stationshal werden bekende kunstenaars als Nikolaj Rjorich, Alexandre Benois, Zinaida Serebrjakova en Ivan Bilibin uitgenodigd. Er kwamen zes overdekte perrons met een lengte van 170 meter om de twaalf sporen van het station te bedienen. Niet alle door Sjtsjoesev uitgedachte decoraties konden echter gerealiseerd worden; de Eerste Wereldoorlog brak uit, gevolgd door de Russische Revolutie en Burgeroorlog.
In maart 1918 werd de Moskou-Kazan-spoorweg zoals alle Russische spoorwegmaatschappijen genationaliseerd. De bouw van het Kazanski vokzal werd hervat, ondanks het schrijnende gebrek aan bouwmaterialen. Een deel van het hoofdgebouw werd in 1919 in gebruik genomen en nadat in 1922 nieuwe ruimtes voor de reizigers gereed kwamen kon het tijdelijke station uit 1912 gesloopt worden. In 1926 kon opnieuw een deel van het station in gebruik genomen worden en in 1940 was het Kazanski vokzal eindelijk voltooid.
De stationsklok sneuvelde door een bombardement in de herfst van 1941; pas in de jaren 1970 keerde de klok terug. Het station werd ondertussen steeds vernieuwd en uitgebreid. In de jaren 1950 kwam een ondergrondse hal voor voorstadstreinen en een verbinding met het nabije metrostation Komsomolskaja gereed. In de jaren 1970 onderging het Kazanski vokzal een grootschalige restauratie, waarbij de capaciteit werd vergroot en veel van Sjtsjoesevs oorspronkelijke ideeën alsnog werden uitgevoerd. De laatste vernieuwingsoperatie vond in de jaren 1990 plaats; er kwamen nieuwe wachtruimtes, nieuwe directe verbindingen met het metrostation en de perrons kregen een overkapping met een oppervlakte van 17.000 m². De werkzaamheden werden afgerond in 1997, het jaar waarin Moskou zijn 850-jarig bestaan vierde.

## Verbindingen
Vanaf het Kazanski vokzal vertrekken treinen naar bestemmingen ten oosten en ten zuiden van Moskou. Er zijn verbindingen met de Wolga- en Trans-Wolgaregio (Kazan, Oefa, Samara), de Oeral (Jekaterinenburg, Orenburg, Tsjeljabinsk), Centraal-Azië (Almaty, Nur-Sultan, Bisjkek, Tasjkent), het zuiden van Rusland en de Kaukasus (Rostov aan de Don, Vladikavkaz) en Siberië (Irkoetsk, Oelan-Oede, Tomsk). Voorstadstreinen bedienen het oosten en zuidoosten van de oblast Moskou, sommige treinen rijden door tot Rjazan. Een tunnel verbindt het Kazanski vokzal met de twee andere stations aan het plein.
Beloroesski vokzal ·
Jaroslavski vokzal ·
Kazanski vokzal ·
Kievski vokzal ·
Koerski vokzal ·
Leningradski vokzal ·
Paveletski vokzal ·
Rizjski vokzal ·
Savjolovski vokzal